# 2454 Olaus Magnus
2454 Olaus Magnus este un asteroid din centura principală, descoperit pe 21 septembrie 1941 de Yrjö Väisälä.